# بلغور

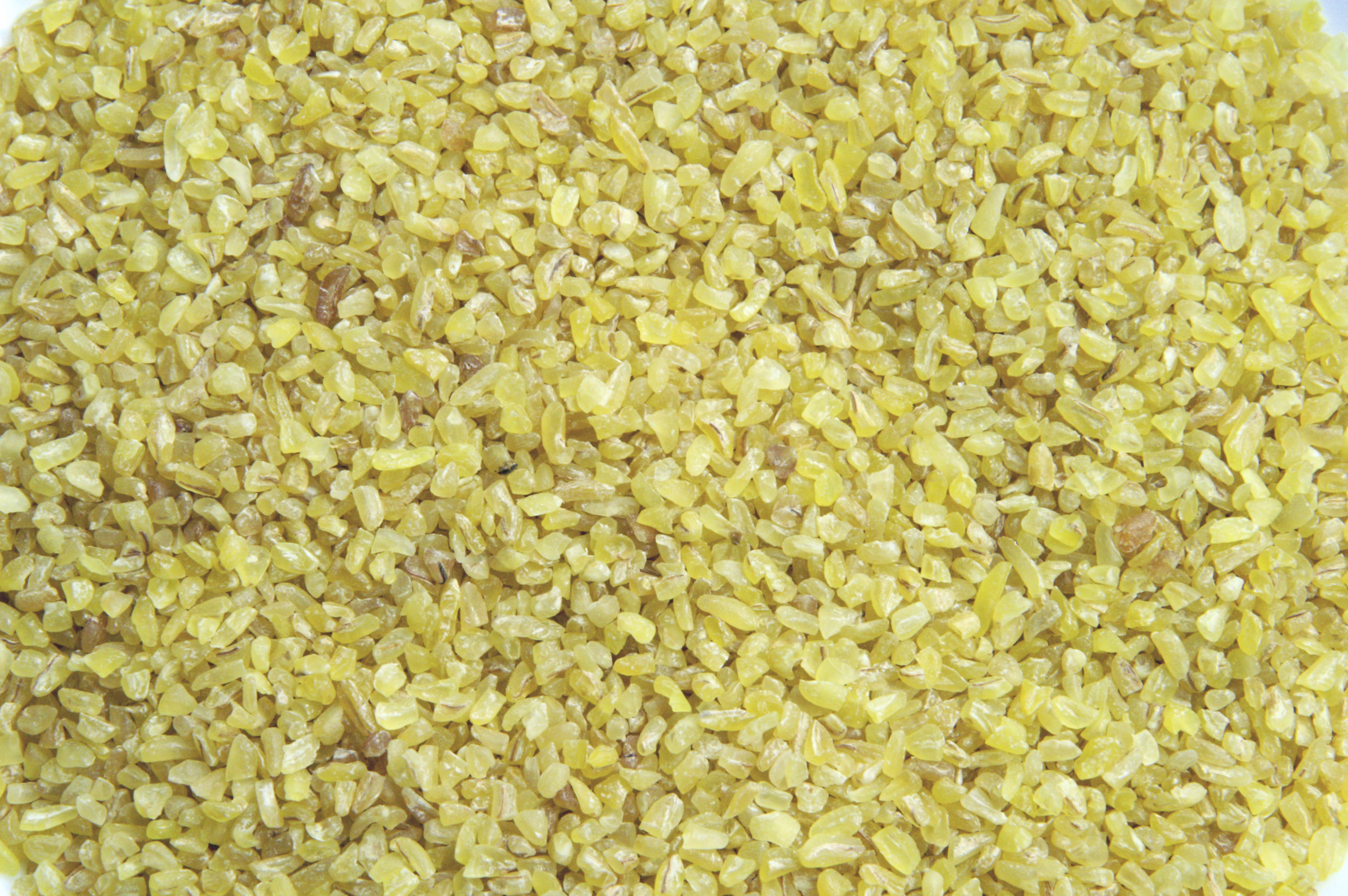
بلغور

بلغور ( ترکی : bulgur ؛ آذربایجانی : bulğur ؛ ارمنی : բլղուր ، رومی‌شده :  blghur ؛ فارسی : بلغور ، رومی‌شده :  bolġur/balġur ، به معنای تحت‌اللفظی  «غلات»)، [۳] یا بورگول ( عربی مصری : برغل ، رومی‌شده:  borġhol )، [۴] یک ماده غذایی گندم ترک‌خورده است که در غذاهای جنوب آسیا و غرب آسیا یافت می‌شود .
بَلغور  به خود غله‌ای که پخته و خشک کرده در آسیاب آن را بشکنند چنان‌که آرد نشود گویند، در زبان لری به گندم پخته و نیم شکسته هُروش می گویند.همچنین آش و خوراکی است که از گندم یا جوی پخته خشک شده نیم‌کوب تهیه می‌شود. این خوراکی نباید با جریش که گندم یا جوی شکسته شده است اشتباه گرفته شود چون در تهیه جریش از گندم یا جو بدون پختن استفاده میشود.
برای تهیه بلغور  گندم پخته را پس از خشک شدن با آسیاب خرد می‌کنند، نه به نرمی آرد بلکه به درشتی لپهٔ ماش و کوچکتر و بزرگتر. قدما از برنج کمتر و شاید سالی یک یا دو بار استفاده می‌کردند و بیشتر از غذاهایی مانند شب چره، به جای شام و پلوی بلغور  آش بلغور همدان استفاده می‌کردند. از آنجا که نمی‌توان گندم یا جو را به مدت طولانی نگاه داشت، گندم یا جو را پس از پوست گرفتن با آب یا شیر نیم پخت کرده و سپس خشک می‌نمودند و در هاون نیم‌کوب کرده و نگاه می‌داشتند.
بلغور را می‌توان مدت‌ها نگاهداری کرد بدون آنکه کپک بزند یا بوی رطوبت بگیرد و در مواقع ضرورت می‌توان با آن آش یا پلو تهیه کرد. هر کیلوگرم بلغور یاگمنه پخته شده حاوی ۸۰ میلی‌گرم کلسیم، ۴۰۰ میلی‌گرم فسفر، ۱۰ میلی‌گرم آهن، ۶۰۰ میلی‌گرم پتاسیم است و حدود ۸۵۰ کالری انرژی تولید می‌کند.
از نظر لغوی، بُلغور به‌طور عام به معنی هرچیز درهم‌شکسته و درهم‌کوفته است و در اصطلاح، بلغور کردن یعنی نامفهوم، غلط و شکسته حرف زدن.

## فواید بلغور
بلغور عطر و طعمی همانند آجیل (مغزهای موجود در آجیل) دارد و بسیار مغذی است. این نوع از غلات کالری و چربی کمی دارد اما سرشار از پروتئین و فیبر می‌باشد. این امر آن را به یک غذای ایده‌ آل برای جایگزینی غلات تصفیه شده نظیر برنج سفید ـ که دارای شاخص قند خون بالا می‌باشد ـ تبدیل نموده‌است. بلغوریا گمنه مزایای متعددی دارد که در قسمت پایین برخی از آن‌ها را که مربوط به سلامتی فرد می‌باشند مورد بررسی قرار می‌دهیم.
ـ کاهش وزن: همان‌طور که گفته شد بلغور چربی و کالری کمی دارد اما سرشار از پروتئین و فیبر است به همین علت گزینه مناسبی برای کاهش وزن می‌باشد. ۱۰۰ گرم بلغور پخته شده حاوی ۸۳ کالری است. پس اگر قصد کاهش وزن دارید بهتر است غلات را جایگزین مواد پروتئینی با چربی بالا ـ همانند گوشت قرمز ـ نمایید. فیبر موجود در بلغور باعث می‌شود که شما احساس سیری کامل نمایید و همچنین سرعت جذب مواد غذایی را پایین می‌آورد. این ماده دارای شاخص قند خون پایین است و در نتیجه ممکن است به ثبات سطح انسولین نیز کمک نماید.
ـ بهبود گوارش: این سودمندی بلغور را می‌توان به فیبر موجود در آن نسبت داد. بلغور حاوی مقدار قابل توجهی فیبر نامحلول است که به سلامت دستگاه گوارش کمک می‌نماید. این فیبر نامحلول عبور غذا و مواد زائد از طریق دستگاه گوارش را برای کمک به جلوگیری از یبوست تسریع می‌نماید. این سبب حفظ سلامت روده بزرگ شده و خطر ابتلا به سرطان روده بزرگ را کاهش می‌دهد.
ـ جلوگیری از کمبود آهن: بدن ما برای تولید هموگلوبین به آهن نیاز دارد. هموگلوبین پروتئینی است که در سلول‌های قرمز خون که مسئول انتقال اکسیژن در بدن هستند، وجود دارد. علاوه بر این آهن نقش مهمی را سلامت بدن ما ایفا می‌کند از جمله اینکه دما و متابولیسم بدن را تنظیم می‌کند و سیستم ایمنی بدن را تقویت می‌کند. خستگی بیش از حد، احساس سبکی سر، ضعف، دست و پاهای سرد و عفونتهای مکرر از جمله علائم کمبود آهن به‌شمار می‌آیند. بلغوریاگمنه علت اینکه منبع غنی آهن به‌شمار می‌آید می‌تواند مانع از کمبود این ماده اساسی در بدن شود.
ـ ویتامین ب: بلغور سرشار از ویتامین ۶B، فولات و اسید پانتوتنیک است همه این‌ها نقش مهمی در فعال نمودن آنزیم‌هایی دارند که متابولیک بدن را تنظیم می‌نمایند. اسید فولیک و فولات برای خانوم‌های باردار مهم هستند. همچنین مشاهده شده‌است که مصرف مکمل‌های اسید فولیک در طول سه‌ماهه اول بارداری به‌طور قابل توجهی می‌تواند خطر اسپینا بافیلدا که نوعی نقص در حین تولد در نوزادان است، را کاهش دهد.
ـ کاهش خطر ابتلا به سنگ کیسه صفرا: با توجه به اینکه بلغور  منبع غنی از فیبر نامحلول است پس مصرف آن سبب کاهش ابتلا به سنگ کیسه صفرا می‌شود. فیبر نامحلول عبور ضایعات از میان روده را بهبود می‌بخشد و همچنین ثبات صفرا را تحت تأثیر قرار می‌دهد. همین‌طور به کم شدن ترشح صفرا نیز کمک می‌کند. اکثریت سنگ‌های کیسه صفرا سنگ کلسترولی هستند که بعلت تولید بیش از حد صفرا و میزان زیاد کلسترول موجود در صفرا به وجود می‌آیند. فیبر نامحلول موجود در بلغور از شکل‌گیری سنگ کیسه صفرا جلوگیری می‌کند.
ـ تأمین مواد معدنی ضروری: ۱۰۰گرم بلغور حاوی ۰٫۶۱ میلی‌گرم منگنز است که حدوداً %۳۰ از ارزش روزانه توصیه شده برای این مواد معدنی است. منگنز یک ماده ضروری جهت شکل‌گیری بافت‌های همبند، استخوان‌ها و هورمون‌های رابطه جنسی است. همچنین بلغور گمنه سرشار از کلسیم و منیزیم است که برای حفظ سلامتی استخوان‌ها مفید است. منیزیم به استفاده از کلسیم برای سلامتی استخوان‌ها کمک می‌کند و البته برای تنظیم فشار خون نیز مفید است. از جمله مواد معدنی دیگری که در بلغور  وجو دارند می‌توان به پتاسیم، فسفر، سدیم و روی اشاره کرد و همهٔ این مواد برای فرایندهای مختلف شیمیایی بدن مفید هستند.
در آخر بدانید که بلغور جهت گنجانده شدن در وعده غذایی یک ماده سالم و خوشمزه به‌شمار می‌آید. راه‌های مختلفی برای تهیه غذا از بلغو وجود دارد از جمله اینکه می‌توانید آن را در سالاد تبوله استفاده کنید یا می‌توانید آن را به‌شکل برنج بپزید یا در سوپ از آن استفاده نمایید.